# Vécsey Zoltán
Vécsey Zoltán (Fogaras 1892. március 3. – Sümeg, 1984. március 31. ) premontrei rendi tanár, író, sakkszakíró.

## Élete
1914–1919-ben a kassai premontrei főgimnáziumban tanított. A Bestia című színműve miatt nézeteltérései támadtak elöljáróival, emiatt kilépett a rendből. 1919-től újságíró, előbb a Kassai Napló, majd 1925-től a Prágai Magyar Hírlap munkatársa. Kisebbségvédelmi cikkeiért többször elkobozták a lapot. Síró város (1931) című regényét a csehszlovák hatóságok elkobozták, szinte valamennyi példányát bezúzatták.
1933-ban Magyarországon telepedett le. 1940-ig a Magyar Írás szerkesztőjeként dolgozott, majd középiskolai tanárként visszatért a katedrára. Budapest ostroma után a budapesti Zrínyi Miklós Gimnáziumban tanított gazdasági és társadalmi ismeretet (közgazdaságtant) amelynek 1949-es megszüntetéséig igazgatója is volt, majd a budapesti tisztviselőtelepi Széchenyi István Gimnáziumban tanított földrajzot.
Az 1946 januárjában indult Élet és Tudomány egyik alapítója, szerkesztője. A földrajz tanítása című módszertani folyóirat szerkesztője (1958-1967)

## Munkássága
Drámái a szerzetesi lét konfliktusait idézik. Regényei jórészt visszhangtalanok maradtak. Ő az első szlovákiai magyar krimiíró. Pater Laurentius titka című regénye a Prágai Magyar Hírlap második oldalán jelent meg 1932-ben, folytatásokban; könyv alakban nem látott napvilágot.
Magyarországon főleg földrajzi témájú tanulmányai, könyvei jelentek meg.
Tudománynépszerűsítő tevékenységét jelzi, hogy több mint ezer TIT előadást tartott.
Valódi nyelvtehetség volt: a latin mellett beszélt és írt olaszul, görögül, németül, franciául, angolul, csehül, szlovákul és oroszul.

## Sakkszakírói munkássága
Már 1911-ben, alig 20 évesen szerkesztette az 1911-ben alakult Magyar Sakkszövetség első két országos versenyének (Budapest, 1911 és Temesvár, 1912) tornakönyvét. Érdeklődése a sakkozás művelésének és szervezésének szinte minden ágára kiterjedt. Az első világháborút követően egy ideig Prágában élt; ott a gyakorlati versenyzésben ért el mesteri szintű eredményeket, majd Magyarországra visszatelepüve a sakkszövetségi irányító munkában vállalt különböző tisztségeket. A csapatbajnokságok állandó résztvevője volt, hosszú ideig a VTSK, később a Tipográfia színeiben versenyzett. Nyugalmazott pedagógiai főiskolai tanárként Veszprémben telepedett le, ahol a tábla melletti, de főként a levelezési játéknak volt aktív és eredményes művelője.
Levelezési sakkmester, neves sakkszakíró volt.

## Főbb művei

### Regények
- János pap. Regény; Globus, Kosice, 1925 (A Kassai Napló regénytára)
- A síró város I–III. (1931)
- Valse triste (1934)
- Az őserdő kincse (1941)
- A balavásári szüret (1941)
- A vörösköpenyegesek kapitánya. Regény; Magyar Népművelők Társaság, Bp., 1941 (Érdekes regények. Röptében a világ körül)
- A láp csodája (1943)
- Asszony a várfokon. Regény; Magyar Népművelők Társasága, Bp., 1943 (Érdekes regények. Röptében a világ körül)

### Drámák
- Bestia (1919)
- Új élet (1919)
- Szent titok (1923)

### Tudománynépszerűsítés, sakk, földrajz
- Világok keletkezése. l. Fejlődés a világmindenségben; Kassai Munkás, Kosice, 1921 (Munkáskönyvtár)
- Az új Európa; Kazinczy Kiadóvállalat, Košice-Kassa, 1928
- Magyarok a varsói sakkolympiászon (1935); Magyar Sakkvilág, Kecskemét, 1937 (Magyar Sakkvilág könyvtára)
- Az 1940. évi Maróczy-verseny; sajtó alá rend. Vécsey Zoltán; Magyar Sakkvilág, Kecskemét, 1940 (Magyar Sakkvilág könyvtára)
- Tudósok küzdelme a természettel és az előítéletek ellen, 1-2.; Bp., 1948 (Tudósok a dolgozóknak)
- Burma; Művelt Nép, Bp., 1952 (Földrajzi kiskönyvtár)
- A diadalmas ember. Képek a földrajzi kutatások történetéből; Ifjúsági, Bp., 1955
- A titokzatos Déli-sark; Móra, Bp., 1957
- A Föld országai (1960)
- Forrongó föld; Gondolat, Bp., 1963
- A tudomány rejtelmeiből; Gondolat, Bp., 1965
- Elpusztult népek, elpusztult kultúrák; Móra, Bp., 1966
- Dél-Amerika (1972) (Képes földrajz)

## Díjai, elismerései
- Magyar Földrajzi Társaság tiszteletbeli tagja (1967)[4]
- A Sport Kiváló Dolgozója (1976)[5]